# The Culling 2
The Culling 2 — продолжение многопользовательской игры от первого лица в жанре Battle Royale The Culling, разработанная студией Xaviant и издана Xaviant Games. Сиквел вышел 10 июля 2018 года в Steam, PS Store и Microsoft Store.

## Игровой процесс
Игровой процесс претерпел значительные изменения, по сравнению с первой частью. Поле битвы было увеличено до 20-ти квадратных километров, а в боевую систему ближнего боя был добавлен новый арсенал огнестрельного оружия: от 9-мм пистолетов до высококалиберных снайперских винтовок. Баллистика оружия была тщательно отстроена в соответствии с реальными прототипами. Количество игроков на арене достигло 50-ти. также в игру была добавлена система перков, дающая игроку небольшие бонусы, которые могут помочь определить или поддерживать собственный стиль игры.

## История
14 июня 2018 года Xaviant анонсировала продолжение игры The Culling на E3 2018. 10 июля 2018 года The Culling 2 вышла в Steam, но через день пребывания в онлайн-магазине сервера игры насчитывали всего 7 человек, а ещё через пару дней онлайн упал до 1 игрока. 13 июля того же года в Steam имелось 152 рецензии на игру, 140 из которых являлись отрицательными. 18 июля 2018 года разработчики игры в официальном видеообращении признали ошибочным свое решение выпустить The Culling 2. Xaviant намерены вернуть средства за игру всем, кто успел приобрести игру, но оказался недоволен её качеством, а саму игру удалить из всех онлайн-ритейлеров и вернуться к поддержке первой части.